# 렌타.루
Lenta.ru(러시아어: Лента.Ру; LƐNTA.RU로 양식화됨)는 러시아어 온라인 신문이다. 모스크바에 본사를 두고 있으며, 램블러 미디어 그룹이 소유하고 있다. 2013년 알렉산드르 마무트 소유의 "SUP 미디어"와 "램블러-아피샤"가 합병하여 Lenta.ru를 소유하는 "아피샤.램블러.SUP"가 되었다. 이 온라인 신문은 하루 60만 명 이상의 방문객이 방문하는 가장 인기 있는 러시아어 온라인 자료 중 하나이다.

## 역사
1999년 안톤 노식은 효율적 정치 재단의 글렙 파블롭스키와 함께 Lenta.ru를 시작했다. 그것은 (vesti.ru처럼) Gazeta.Ru 브랜드의 자매 전자 뉴스 프로젝트였다. 노식은 2004년까지 편집장을 역임했다.
버크먼 인터넷 사회 센터의 2010년 연구에 따르면 이 사이트는 러시아 블로고스피어에서 가장 많이 인용된 뉴스 출처였다.
2013년, 알렉산드르 마무트는 아피샤-램블러-SUP 그룹의 소유를 통해 Lenta.ru를 인수했다.
2013년, Lenta.ru는 comScore 연구에서 유럽 뉴스 웹사이트(모든 언어 포함) 중 트래픽 면에서 5위를 차지했다.
2013년 1월, 웹사이트는 새로운 디자인과 분류 시스템의 상당한 변경과 함께 재출시되었다. 이는 2004년 이후 가장 심각한 사이트 업데이트였다.
2020년, 마무트는 램블러를 스베르방크에 매각했다.

### 2014년 경영진 및 직원 교체
2014년 3월 10일 Lenta.ru에서 일리야 아자르가 우익 섹터 키이우 지부의 안드리 타라센코를 인터뷰한 후, 러시아 로스콤나조르는 Lenta.ru가 러시아 미디어 검열 및 "반극단주의" 법률을 위반했다고 비난했다. 로스콤나조르의 경고가 12개월 내에 두 번째로 발부된 것이었으므로, 로스콤나조르는 법원에 Lenta.ru의 대중 매체 라이센스 종료를 요청할 수 있었다. 영국방송공사와 디 이코노미스트는 Lenta.ru의 출판물에 대한 러시아 국가의 반응을 검열이라고 불렀다.
2014년 3월 12일, 소유주 알렉산드르 마무트는 편집장 갈리나 팀첸코를 해고하고 알렉세이 고레스랍스키로 교체했다. 총 84명의 직원 중 39명, 그리고 율리아 민더 총책임자가 해고되었다. 여기에는 32명의 필기 기자, 모든 사진 편집자(5명), 6명의 관리자가 포함되었다. Lenta.ru 직원들은 이번 조치의 목적이 크렘린의 직접 통제를 받는 새로운 편집장을 임명하고 웹사이트를 선전 도구로 바꾸려는 것이라고 성명을 발표했다. 둔야 미야토비치, 유럽 안보 협력 기구 미디어 자유 대표는 이 움직임을 검열의 한 형태로 언급했다.
갈리나 팀첸코는 Lenta.ru에서 사임한 약 20명의 기자들과 함께 새로운 인터넷 신문 Meduza를 시작했다.

### 2022년 러시아의 우크라이나 침공 보도
2022년 5월 9일 러시아 전승기념일, 러시아의 우크라이나 침공 동안 Lenta.ru는 정부 규정 또는 Lenta.ru의 강제 지침에 따르지 않는 방식으로 러시아-우크라이나 전쟁에 대한 정보를 잠시 게재했다. 민간인 대량 학살, 약탈, 버려진 러시아군 시신, 마리우폴 파괴, 검열, 사망한 군인 친척에 대한 정부의 거짓말, 언론 자유에 대한 공격 등에 관한 기사가 게시되었다. Lenta.ru 기자 예고르 폴랴코프와 알렉산드라 미로시니코바는 이 기사들의 작성자이며, 이제 새로운 직업, 변호사, 정치적 망명이 필요하다고 밝혔다. 내용은 빠르게 삭제되었지만, 웨이백 머신에서 찾을 수 있다.

## 편집장
- 안톤 노식 (1999–2004)
- 갈리나 팀첸코 (2004–2014)
- 알렉세이 고레스랍스키 (2014–2016)
- 알렉산드르 벨로노프스키 (2016–2017)
- 블라디미르 토도로프 (2017년부터)[25]

## 경영진
- 총책임자: 안드레이 솔로메니크
- 편집장: 블라디미르 토도로프
- 프로그래머: 막심 모슈코프[26] (2009년까지)[27]

## 수상 및 인정
Lenta.ru는 로터 콘테스트에서 "올해의 정보 사이트" 부문에서 네 번, 2000년에는 "올해의 뉴스 사이트" 부문에서 한 번 1위를 차지했다.
막심 모슈코프는 로터에서 두 번 수상했다("1999년 올해의 프로그래머" 및 "2005년 올해의 인물" 부문).

## 내용주
1. ↑  러시아어: Илья Вильямович Азар 우크라이나어: Ілля Вільямович Азар
2. ↑  러시아어: Андрей Иванович Тарасенко 우크라이나어: Андрій Іванович Тарасенко
3. ↑  2014년 3월 5일, 드미트로 야로시는 바스만니 정의(러시아어: Басманное Правосудие)를 받아 모스크바 바스만니 법원에 의해 그의 행동에 대해 궐석 기소되었다.[15][16]